# Барбет
Барбѐт (на френски: barbette) е защитно съоръжение около артилерийско оръдие.
Името произлиза от френския израз en barbette, който означава стрелба от полево оръдие над парапета (защитна стена), а не през амбразура. Барбета дава по-добри ъгли на наводка, но по-малка защита, отколкото амбразурата.
По-късно под барбет се разбира цилиндричната бронирана чаша, която служи за основа на въртящата се част на оръдейна кула и служил за защита на подпалубната част на кулата от попадения.

## На сушата
Барбет – насипна площадка под артилерийско оръдие на вътрешната страна на бруствера.

## В морето
Барбет – на кораб неподвижна открита платформа за поставяне на оръдейна установка, като правило, с бронирано покритие.
Преди появата на напълно покритите бронирани оръдейни кули барбета е неподвижно бронирано покритие, което да защитава оръдието. Барбета може да изглежда като пръстен от броня около оръдието (което може да има и брониран щит), над който то води стрелба.

### Поява на барбета
При казематните броненосци от 7 – 8 оръдия на големия калибър стрелба по всеки един от бордовете могат да водят само 2 или 3 от тях. Поради това се налага търсенето на нови схеми за разполагане на артилерията на тях.
Английския флот преминава от батареи и каземати на стандарта на оръдейните кули, в същото време французите избират друго техническо решение, въвеждайки бронирания барбет. Зад дебел брониран пръстен открито се поставя оръдие, което обикновено при зареждане се намира по-ниско от горния край на барбета и се подава над него само непосредствено преди изстрела. Тези установки са по-леки от кулите и дават добра защита за механизмите на наводка, които са разположени вътре в пръстена. С нарастване на калибъра на оръдията и дебелината на бронята започват да се изявяват скритите недостатъци на кулите. Голямото тегло на самото устройство изисква мощно задвижване и механизми, огромните моменти инерция предизвикват проблеми с хоризонталната наводка – за добро насочване движението следва да бъде плавно и бързо. Освен това конструкторите в началото не можели добре да уцелят центъра на тежестта спрямо оста на въртене. В резултат на това тежките неуравновесени кули се въртели хаотично след всеки изстрел, а при насочване по борда създавали видим крен на целия кораб, който нараствал с увеличаването на дължината на ствола при оръдията.
От друга страна, ръста на калибъра на главното оръжие на броненосците води до намаляване на количеството големи оръдия и намаляване на тяхната скорострелност. На корабите обикновено поставяли от две до четири такива оръдия-чудовища, всяко от което давало по един изстрел на пет-десет минути. Затова и отпаднала необходимостта от силно брониране на самото оръдие: нейния ствол и затвор са твърде малка цел на фона на бордовете и надтройките. Прякото попадение в тях би било чиста случайност. В резултат се появило неочаквано техническо решение – кулата, за част от времето, била изместена от барбетната установка. Това води до рязко намаляване на теглото на въртящата се част и премахва голяма част от тогавашните недостатъци на оръдейните кули.

#### Франция
Още в първия френски океански барбетен броненосец „Амирал Дюпре“ са застъпени всички характерни черти на тази линия на линейния кораб.

#### Великобритания
Първи французите въвеждат барбета, а след тях и корабостроителите в другите страни, в това число и Великобритания. Впрочем, увлечението към барбетните кораби в Англия минава бързо – построени са само шест еднотипни кораба (HMS Collingwood (1882), HMS Howe (1885), HMS Rodney (1884), HMS Anson (1886), HMS Camperdown (1885) и HMS Benbow (1885)).
Англичаните въвеждат специфични промени в конструкцията на барбета. Вместо традиционния френски пръстен той приема своеобразна изтеглена форма, която погледната отгоре прилича на разрязана по средата круша, в „опашката“ на която се помещават зарядните устройства, там по защитена с 305 mm броня чрез транспортна тръба се подавали боеприпасите. За зареждането на оръдието то следвало да се завърти със затворната си част към „опашката“ на барбета, където му се давал максимален ъгъл на изправяне, с хидравлично бутало в затвора се поставят последователно снаряда и заряда към него. С други хидравлични трансмисии се осигурява въртенето на централната платформа с оръдието и вертикалното им насочване. Всички тези сложни механизми се управляват от самостоятелни парни машини и не само, че почти напълно изключвали ръчния труд, но и работели достатъчно надеждно. На рекламна фотография от онези години е показано момченце, явно в предучилищна възраст, което насочва огромно оръдие с помощта на неголям маховик. Скорострелността на такава установка е крайно ниска: тежкото оръдие бавно се насочва по хоризонтала, зарежда се с възвишение и след това отново се насочва към противника. Този цикъл отнема не по-малко от 4 – 5 минути, а в бойни условия – двойно повече.

#### Австро-Унгария
Модата на барбетните броненосци оказва влияние и на флотите на държави, които следват или така изглеждало, собствен, оригинален път на корабостроене. Нейна жертва става и Австро-Унгария, заложила през 1885 г. почти едновременно два кораба – SMS Kronprinz Erzherzog Rudolf (1887) и SMS Kronprinzessin Erzherzogin Stephanie (1887).

#### Русия
Не изостанала от модата на барбетните кораби и руската флота. 1880-те години стават период на възраждане на руския флот и руските корабостроители внимателно следели всички новости в чужбина, опитвайки се (и не без успех) да използват положителните неща във всяка идея.
Когато през 1882 г. трябва да се реши въпроса за строежа на първия ескадрен броненосец в Черно море в качеството на прототип за него е оценяван и британския „Аякс“, и френския „Кайман“, и руския „Петр Великий“, но резултата е напълно оригинален проект на високобордов кораб с триъгълно разположение на шест 12 дюймови оръдия в сдвоени барбетни установки.
По успешния проект, с малки паузи са заложени наведнъж 4 кораба: („Екатерина II“, „Чесма“, „Синоп“ и „Георгий Победоносец“).
Главните различия между тях са именно в устройството на барбетните установки. На „Екатерина“ оръдията се показвали над пръстена броня само при наводката и на изстрела. При „Чесма“ и „Синоп“ оръдията са над бронята през цялото време и самите установки са открити, а на „Георгий Победоносец“ са използвани кулоподобни покрити барбетни установки с наклонена челна бронирана плоча, която обаче е толкова тънка, че предпазвала само от осколки, куршуми и малокалибрени снаряди.

#### Испания
През 1884 г. Испания поръчва на корабостроителницата Ла Сен почти точно копие на „Марсо“, но с по-малки размери. Броненосеца е наречен „Пелайо“ и служи във флота над 30 години.
Започвайки от епохата на броненосците барбет вече се използва за име на неподвижния барабан разположен под въртящата се оръдейна платформа и над бронепалубата. Той давал кръгова защита на горния край на тръбата на подавача на снаряди и заряди от артилерийските погреби.

## Във въздуха
ако термина се използва във военното самолетостроене под барбет се разбира място на самолета, където оръдието или оръдията са поставени така, че да имат ограничен сектор на стрелба, в сравнение с турелната установка. Този термин често се използва в чуждите източници за описание на позицията на задния стрелец при бомбардировачите, например Boeing B-17 Flying Fortress – B-17 (Летящата крепост). В съветската авиационна литература термина не намира приложение.